# Furgó de tren
|  | Per a altres significats, vegeu «Furgoneta». |

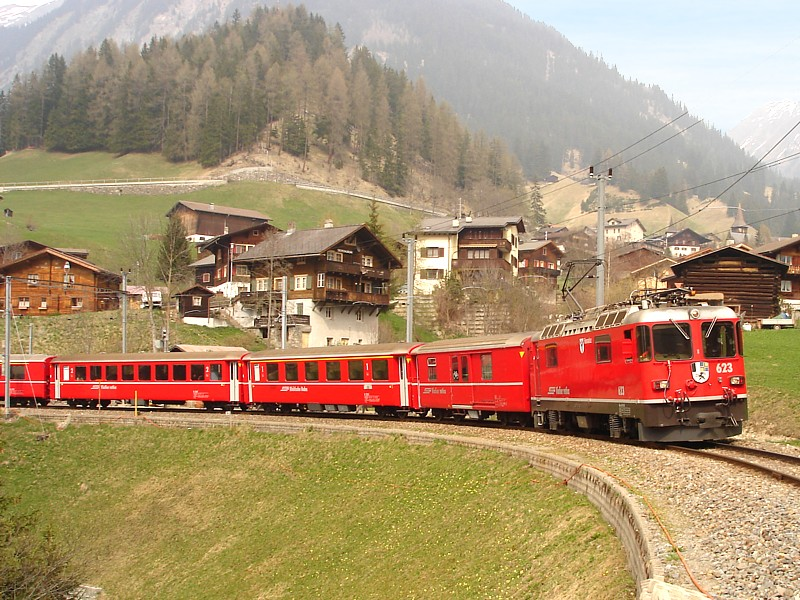
Tren de passatgers que incorpora un furgó entre la locomotora i els cotxes de viatgers

Un furgó de tren és un vehicle ferroviari que acompanya un tren. Té una funció diferent a la resta dels vehicles del tren, per exemple: transportar paqueteria en trens de passatgers o persones en trens de mercaderies.
És un dels tres tipus de remolcs ferroviaris, al costat del vagó i el cotxe de passatgers.

## Furgons estàndard

### Furgons per a trens de passatgers
Els furgons per a trens de passatgers serveixen per a transportar paqueteria o correu durant un trajecte. Normalment, són un vehicle complet, encara que de vegades el furgó és una part d'un cotxe de viatgers, part d'un automotor, o fins i tot, part d'una locomotora.

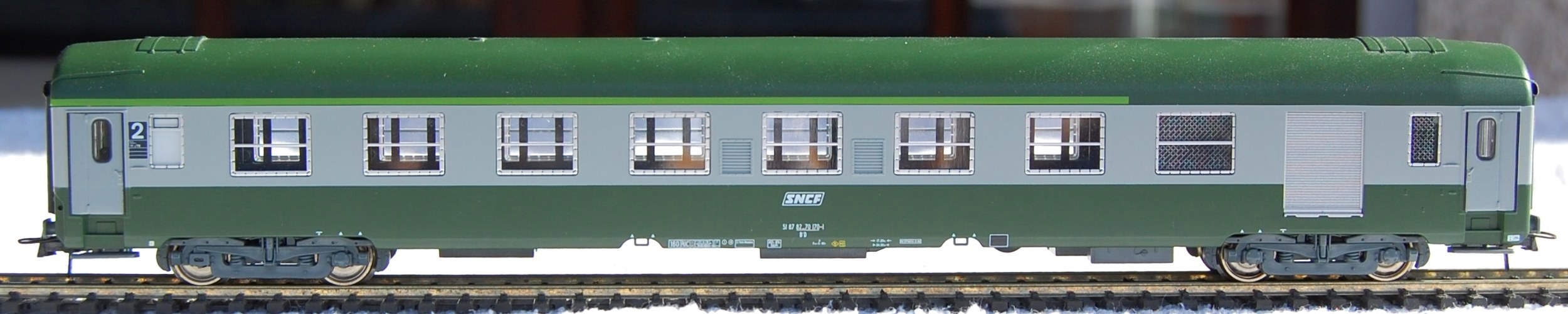
Maqueta d'un furgó mixt de 2a classe de tipus B7D

### Furgons per a trens de mercaderies
Aquest tipus de furgó és un vagó de mercaderies que serveix d'allotjament a l'agent d'acompanyament dels trens de mercaderies.
Als Estats Units, el furgó de mercaderies, anomenat Caboose, servia sobretot per a vigilar el tren contra els bandits o els problemes tècnics com la ruptura de l'enganxall.

## Utilització
A l'època de les locomotores de vapor, els dos tipus s'utilitzaven com a amortidor entre les màquines, dures i pesades, i la resta del tren, de fusta, en cas que es produís una col·lisió.
Actualment, els furgons per a trens de viatgers han desaparegut de la majoria dels trens comercials i es dediquen sobretot a trens de proves. Els furgons per a trens de mercaderies han desaparegut perquè ja no cal que portin l'agent d'acompanyament.

## Furgons especials

### Furgó calefacció
Els cotxes de passatgers de l'època del ferrocarril de vapor incorporaven radiadors que funcionaven a força de vapor produït a les locomotores. L'arribada de les locomotores elèctriques i dièsel va deixar els cotxes sense vapor, de manera que es van crear furgons de calefacció que incloïen una caldera de vapor per a alimentar la resta del tren.
Els nous cotxes ja incorporaven radiadors elèctrics, que rebien electricitat a través de la locomotora. En el cas de les locomotores dièsel se'ls va incloure un generador elèctric.

### Furgó generador
Quan les calefaccions van ser canviades per radiadors elèctrics, una gran part dels furgons van ser transformats en furgons generadors dièsel amb una gran potència aparent. L'electricitat produïda s'utilitza per a la calefacció i serveis al tren (il·luminació, so...), quan la locomotora no proporciona electricitat o la que proporciona no és suficient.

### Furgó portacotxes
S'utilitzen en trens de passatgers autoexprés. Arriben als 160 km/h.

## Exemples de furgons

### Estat espanyol
Actualment a l'estat espanyol, les línies Talgo (excepte les sèries VII nocturnes) incorporen furgons generadors rotatius continus trifàsics de 1.800 revolucions/minut que s'activen en línies no electrificades o quan no es pot rebre corrent de la locomotora.